# 上田和明
上田 和明（うえだ かずあき、1962年8月3日 - ）は、愛媛県八幡浜市出身の元プロ野球選手（内野手）。
ロサンゼルスオリンピック野球の金メダリスト。

## 経歴
愛媛県立八幡浜高等学校を経て慶應義塾大学へ進学。東京六大学野球リーグでは優勝に届かなかったが、4年時の1984年春季リーグ早慶戦で3試合連続ホームランを放ち注目を集める。同年の日米大学野球選手権大会日本代表となり、さらにロサンゼルス五輪野球日本代表（このときは公開競技）に選ばれた。リーグ戦通算105試合に出場し374打数88安打、12本塁打、39打点、打率.235。ベストナイン（遊撃手）1回。
1984年のドラフト会議で明治大学広沢克己、竹田光訓と共に大学球界ビッグ3と呼ばれ、竹田のクジを外した読売ジャイアンツに1位指名され翌1985年入団。
1985年は、二軍でで51試合.288、3本の成績を残して打率14位、一軍出場も果たした。
1986年は、二軍で65試合.155、3本と規定打席に到達しながら最下位であった。
1987年は打率がやや盛り返し、二軍で49試合.253、0本で、一軍昇格も果たした。
1988年には、打率.299ながらもイースタン・リーグ最高出塁率を記録する。
1989年には同郷で大学先輩にあたる藤田元司監督の下で一軍に定着する。6月8日の横浜大洋ホエールズ戦では、代走で出てそのまま三塁の守備についていたところ、チームの勝ちが無くなる寸前の延長12回2アウトから打席に入り、欠端光則から勝ち越しとなるプロ初ホームランを打つ。この打席は、代打が出されると思ってそのまま守備用のスパイクで打席に入って放ったものであり、そのためか本塁打を打った直後には打席で滑っている。この年はショートの川相昌弘が8月31日に投球を受けて骨折したため、上田がその代わりを務めたが、同年9月29日に、一塁ベースを踏んだ際に左足首を痛めて退場したため、二軍落ちして、10月のリーグ優勝時は勝呂博憲がショートを守っていた。
1990年にはレギュラーの川相昌弘が怪我でスタメンを外れた試合で代わりに多く起用され、主に二番・遊撃手として26試合に先発出場を果たす。同年は、日本シリーズでも安打を放ったが、その後牽制死となって同年の日本シリーズ4連敗を特徴付けるシーンとして挙げられることがある。
1991年には、7月6日の試合前打撃練習中に投球を右手親指のつけねに受けて骨折し、二軍落ちとなる。この年は、5月25～28日の3試合で三塁手としてスタメン出場していたが、この年限りで退団した呂明賜は退団直後のインタビューで、自分自身が1軍で起用されてもらえないことの比較として「上田（和明）のサードなんか『なんで……』でした。打てないし、故障もあったのに一軍だった」と、この起用法を批判していた。
1992年にも、5月21日の試合前練習でフリー打撃の打球を当てて左アゴを骨折し、二軍落ちとなる。
1993年現役引退。現役時代放った本塁打5本のうち、プロ1号を除いた残りの4本は神宮球場の対ヤクルト戦で放ったものだった。その後も球団に残り用具係、スカウトなどを経て、2001年から2005年まで内野守備・走塁コーチを務めた。
その後フロント入りし、球団運営部査定室主任や編成調査室課長を歴任。
2011年3月に二軍育成コーチに就任し、6年ぶりに現場復帰した。同年オフから二軍内野守備走塁コーチ。
2012年オフに二軍内野守備走塁コーチを退任し、その後は同球団の査定室長を務め、2018年7月からジャイアンツアカデミーの副校長に就任した。
現役時代は出場機会こそ少なかったもののベンチでは盛り上げ役を買って出るなどムードメーカーとして当時の巨人には欠かせない存在であり、その様子は当時のプロ野球中継に度々映し出されており巨人ファンにはお馴染みの光景となっていた。

## エピソード
1990年10月4日に放映された世にも奇妙な物語 秋の特別編の二作目『代打はヒットを打ったか?』（主演・伊武雅刀）で、代打で出ていた打者は彼である。この作品では、1990年6月10日の試合とそれを伝えた実際のプロ野球ニュースが使われている。劇中では、1点差2死満塁で登場してホームラン性の当たりを打ったことになっているが、実際は1点差1死満塁で登場して投ゴロ併殺打で試合終了であった。

## 詳細情報

### 年度別打撃成績
| 年 度     | 球 団     | 試 合 | 打 席 | 打 数 | 得 点 | 安 打 | 二 塁 打 | 三 塁 打 | 本 塁 打 | 塁 打 | 打 点 | 盗 塁 | 盗 塁 死 | 犠 打 | 犠 飛 | 四 球 | 敬 遠 | 死 球 | 三 振 | 併 殺 打 | 打 率 | 出 塁 率 | 長 打 率 | O P S |
| --------- | --------- | ----- | ----- | ----- | ----- | ----- | -------- | -------- | -------- | ----- | ----- | ----- | -------- | ----- | ----- | ----- | ----- | ----- | ----- | -------- | ----- | -------- | -------- | ----- |
| 1985      | 巨人      | 13    | 12    | 11    | 2     | 2     | 0        | 0        | 0        | 2     | 0     | 1     | 0        | 0     | 0     | 1     | 0     | 0     | 1     | 1        | .182  | .250     | .182     | .432  |
| 1987      | 巨人      | 5     | 2     | 2     | 0     | 1     | 0        | 0        | 0        | 1     | 0     | 0     | 0        | 0     | 0     | 0     | 0     | 0     | 0     | 0        | .500  | .500     | .500     | 1.000 |
| 1988      | 巨人      | 5     | 2     | 1     | 0     | 0     | 0        | 0        | 0        | 0     | 0     | 0     | 0        | 1     | 0     | 0     | 0     | 0     | 0     | 0        | .000  | .000     | .000     | .000  |
| 1989      | 巨人      | 52    | 81    | 71    | 13    | 13    | 3        | 0        | 1        | 19    | 3     | 4     | 0        | 4     | 0     | 6     | 0     | 0     | 16    | 0        | .183  | .247     | .268     | .514  |
| 1990      | 巨人      | 59    | 130   | 110   | 21    | 23    | 5        | 1        | 2        | 36    | 7     | 4     | 4        | 10    | 0     | 8     | 0     | 2     | 21    | 3        | .209  | .275     | .327     | .602  |
| 1991      | 巨人      | 22    | 42    | 39    | 9     | 10    | 0        | 0        | 1        | 13    | 3     | 0     | 1        | 0     | 0     | 3     | 0     | 0     | 5     | 0        | .256  | .310     | .333     | .643  |
| 1992      | 巨人      | 40    | 79    | 67    | 8     | 12    | 1        | 1        | 1        | 18    | 5     | 1     | 0        | 9     | 0     | 2     | 0     | 1     | 13    | 0        | .179  | .214     | .269     | .483  |
| 1993      | 巨人      | 7     | 1     | 1     | 1     | 0     | 0        | 0        | 0        | 0     | 0     | 0     | 0        | 0     | 0     | 0     | 0     | 0     | 1     | 0        | .000  | .000     | .000     | .000  |
| 通算：8年 | 通算：8年 | 203   | 349   | 302   | 54    | 61    | 9        | 2        | 5        | 89    | 18    | 10    | 5        | 24    | 0     | 20    | 0     | 3     | 57    | 4        | .202  | .258     | .295     | .553  |

### 記録
- 初出場：1985年5月21日、対ヤクルトスワローズ7回戦（明治神宮野球場）、7回裏に石渡茂に代わり遊撃手として出場
- 初打席：同上、8回表に梶間健一の前に左飛
- 初安打：1985年5月23日、対ヤクルトスワローズ9回戦（明治神宮野球場）、9回表に鳥原公二から左前打
- 初盗塁：同上、9回表に二盗（投手：鳥原、捕手：芦沢優）
- 初先発出場：1985年10月18日、対広島東洋カープ26回戦（後楽園球場）、7番・遊撃手として先発出場
- 初打点：1989年4月25日、対ヤクルトスワローズ3回戦（明治神宮野球場）、10回表に尾花高夫から勝ち越し適時打
- 初本塁打：1989年6月8日、対横浜大洋ホエールズ10回戦（横浜スタジアム）、12回表に欠端光則から左越決勝ソロ

### 背番号
- 23 （1985年 - 1993年）
- 70 （2001年 - 2005年、2012年）
- 106 （2011年）